# Гелиополис (Каир)
Гелиополис (англ. Heliopolis, масри مصر الجديدة, Маср эль-Гедида — «Новый Египет») — район (в прошлом — город-спутник) Каира. Гелиополис был построен в начале XX века компанией «Общество каирской электрической железной дороги и оазиса Гелиополиса» (англ. Cairo Electric Railway and Heliopolis Oasis Society), во главе которой стоял бельгийский промышленник и предприниматель Эдуард Эмпен. Отличительной особенностью Гелиополиса является уникальный архитектурный стиль.

## История

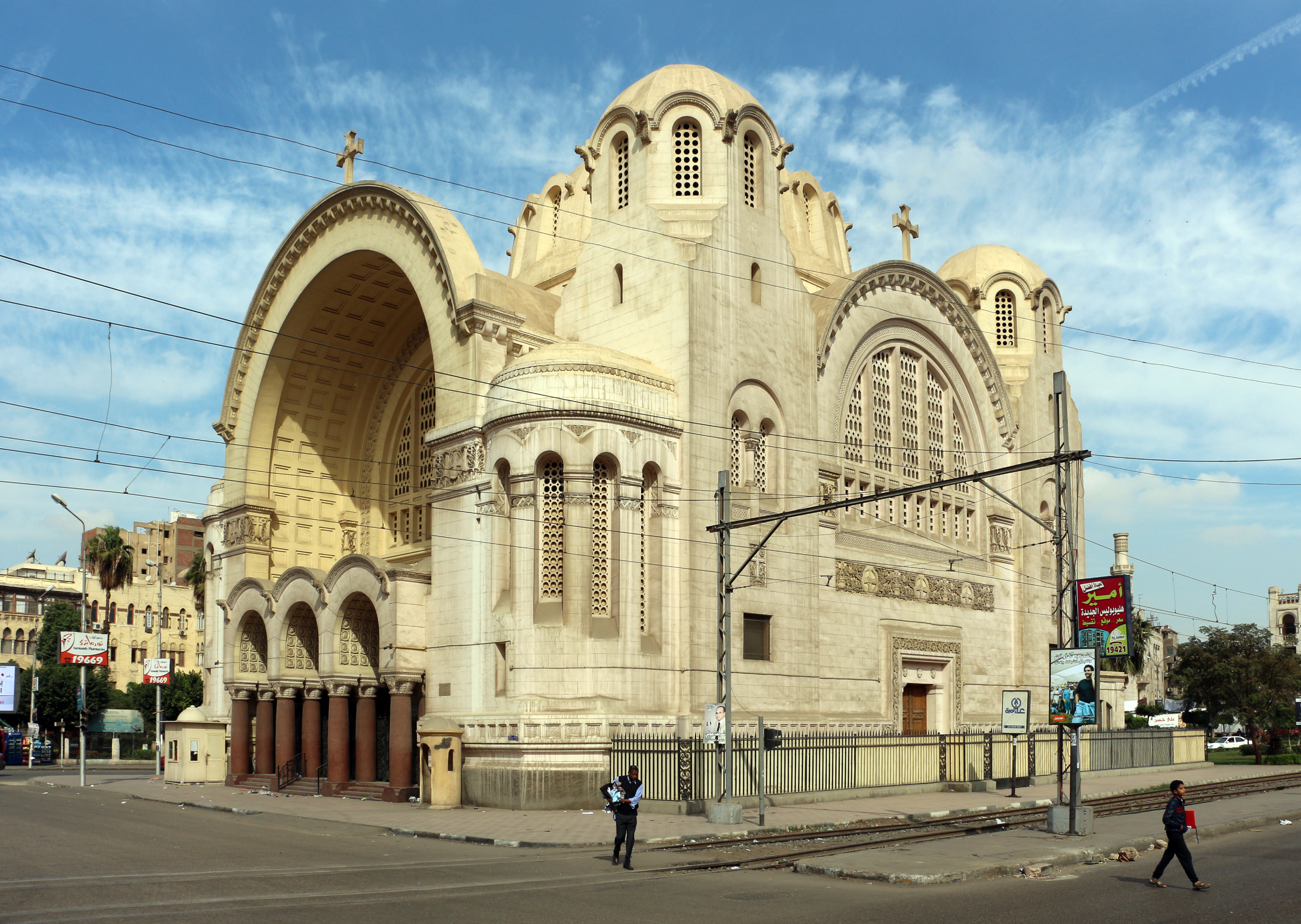
Базилика Гелиополисской Богоматери. В ней похоронен основатель города Эдуард Эмпен

В 1904 году Эдуард Эмпен отправился в Египет, стремясь получить концессию на строительство железной дороги из Порт-Саида в Матарийю. Ему не удалось получить этот контракт, но в 1905 году он купил большой участок земли в десяти километрах от Каира. Новой целью Эмпена стало строительство нового города на этой территории. Для этого он основал компанию «Общество каирской электрической железной дороги и оазиса Гелиополиса» (англ. Cairo Electric Railway and Heliopolis Oasis Society).
Гелиополис строился как «сказочный город», где вся современная инфраструктура (водопровод и канализация, электричество) сочеталась с экзотической архитектурой. В городе были отели высшего класса, поле для гольфа, ипподром. Для сообщения со старым Каиром была построена трамвайная линия. Широкие бульвары строились по образцу европейских, но архитектура города отличалась «экзотизмом», сочетавшим элементы «восточных стилей» — (мавританского, арабского, персидского и других, вплоть до стилей Индии и Юго-Восточной Азии) и европейской архитектуры (неоклассицизма и ар-деко). Эта уникальная архитектура получила название «гелиопольский стиль».
Главными архитекторами при строительстве Гелиополя были французы Александр Марсель и Жорж-Луи Клод и египтянин Хабиб Эру.
Город был построен уже к 1909 году. Проект был успешным. В 1922 году в Гелиополисе жило двенадцать тысяч человек, в 1930 — тридцать тысяч. В 1953 году Гелиополис фактически сросся с растущим Каиром.
В настоящее время в районе Гелиополис мухафазы Каир проживает 146 тысяч человек.